# Sympycnus anomalipennis
Sympycnus anomalipennis är en tvåvingeart som beskrevs av Becker 1922. Sympycnus anomalipennis ingår i släktet Sympycnus och familjen styltflugor. Inga underarter finns listade i Catalogue of Life.